# Grossœuvre

Grossœuvre este o comună în departamentul Eure, Franța. În 1 ianuarie 2022 avea o populație de 1.431 de locuitori.